# Guaviyú del Arapey
Guaviyú del Arapey est une ville de l'Uruguay située dans le département de Salto. Sa population est de 101 habitants (2011).

## Population
| Année | Population |
| ----- | ---------- |
| 1963  | –          |
| 1975  | –          |
| 1985  | –          |
| 1996  | –          |
| 2004  | 63         |
| 2011  | 101        |

,